# Lejemord
Lejemord er en kontrakt på døden af en anden person. En lejemorder kan hyres til mange forskellige jobs, men samfundet ser sjældent tilfældigt lejemord udført. Både den faktiske morder, eller hitman og hans "kunde" kan blive fundet skyldig i drab.
Lejemord er ofte, men ikke altid, forbundet med organiseret kriminalitet. Det er jævnligt blevet brugt til at eliminere vidner. Det er også blevet brugt til at stoppe forbryderrivaler eller politikere, som nægtede at lade sig indordne under de ønskede vilkår.
Andre bestiller et mord i forsøg på at høste en form for økonomisk vinding. F.eks. modtageren ved udbetaling af offerets livsforsikring eller arving til hele personens formue. En undersøgelse af motiverne i 163 sager om mord og mordforsøg i Australien fra 1989 til 2002, viste at det mest udbredte motiv for lejemord var at afslutte kærlighedsforhold.

## Lejemord i populærkultur

### Film
- Nikita

### Computerpil
- IO Interactive har udviklet spilserien Hitman (engelsk: "lejemorder"), hvor man spiller en lejemorder:
  - Hitman: Codename 47
  - Hitman 2: Silent Assassin
  - Hitman: Contracts
  - 'Hitman: Blood Money